# The Way It Is (canción de Bruce Hornsby)
«The Way It Is» es una canción interpretada por el grupo de rock estadounidense Bruce Hornsby & the Range. Fue lanzado en julio de 1986 en el Reino Unido y septiembre del mismo año en el resto del mundo como el segundo sencillo de su álbum debut de estudio, The Way It Is (1986). La canción encabezó las listas de éxitos en Canadá, los Países Bajos y la Billboard Hot 100 de Estados Unidos en 1986, también se ubicó entre los veinte primeros en países como Irlanda, Suiza y el Reino Unido.

## Información de la canción
Escrito por Bruce Hornsby, hace referencia explícita al movimiento por los derechos civiles en Estados Unidos. El primer verso describe a un grupo de pobres desempleados haciendo fila para recibir beneficios sociales, lo que ilustra la división entre ricos y pobres (Clasismo). El segundo, en cambio, habla de los problemas sociales de acuerdo con la opinión de un partidario de la segregación racial. El verso final finalmente explica la entrada en vigor de la Ley de Oportunidades Económicas de 1964 "para dar a los que no tienen un poco más", y la Ley de Derechos Civiles de 1964 como una victoria del movimiento de derechos civiles contra la discriminación en el empleo. Sin embargo, insiste en que aún queda mucho por hacer. 
El hermano de Hornsby, John, dijo: "La canción habla principalmente de compasión, de comprender los tipos raciales y sociales, y las creencias y prácticas que son diferentes a las tuyas. Habla de un status quo que es tan complaciente en su estrechez de miras y su intolerancia que parece que nunca cambiará. Por eso la frase 'Ah, pero no les creas' es tan importante". "The Way It Is" evoca a la gente a dar a los pobres y a protestar contra la segregación racial, la supremacía blanca y el valor económico. 
Musicalmente, la canción se caracteriza por dos largos solos de piano, lo que la clasifica como una canción al estilo Piano rock. Ha sido sampleada por varios raperos como E-40 para su canción "Things'll Never Change", por Tupac para "Changes", por DJ Don Diablo para su canción "Never Change" y Polo G para "Wishing for a Hero". 

## Posicionamiento en listas
| Lista (1986-1987)                                    | Máxima posición |
| ---------------------------------------------------- | --------------- |
| Alemania (Offizielle Deutsche Charts)                | 16              |
| Bélgica (Flandes) (Ultratop 50)                      | 3               |
| Canadá (RPM Top Singles)                             | 1               |
| España (AFYVE)                                       | 6               |
| Estados Unidos Billboard Hot 100                     | 1               |
| Estados Unidos Adult Contemporary Tracks (Billboard) | 1               |
| Estados Unidos Album Rock Tracks (Billboard)         | 3               |
| Irlanda (IRMA)                                       | 8               |
| Nueva Zelanda (Recorded Music NZ)                    | 23              |
| Países Bajos (Dutch Top 40)                          | 1               |
| Países Bajos (Mega Single Top 100)                   | 2               |
| Reino Unido (Official Charts Company)                | 15              |
| Sudáfrica (Springbok Radio)                          | 13              |
| Suiza (Schweizer Hitparade)                          | 15              |

### Sucesión en listas
| Predecesor: «The Next Time I Fall» de Peter Cetera & Amy Grant | U.S. Billboard Hot 100 — Sencillo N°. 1 13 de diciembre de 1986 - 19 de diciembre de 1986 | Sucesor: «Walk Like an Egyptian» de The Bangles |

| Predecesor: «Love Will Conquer All» de Lionel Richie | U.S. Billboard Adult Contemporary Tracks — Sencillo N°. 1 6 de diciembre de 1986 - 19 de diciembre de 1986 | Sucesor: «Love Is Forever» de Billy Ocean |